# Daniel Maiorana
Daniel Maiorana, född 4 januari 1977, är en svensk-italiensk dömd brottsling, uppväxt i Botkyrka kommun. Han är bland annat utpekad som en av ledarna i det kriminella nätverket Fucked for life.
Den 14 februari 2002 fritogs Maiorana från Hallanstalten där han satt, dömd till fyra och ett halvt års fängelse för rån och misshandel. Efter den fritagningen startade en brottsvåg i Stockholm. Han greps på Odengatan 104 då han rusade ut i trapporna med en plastkopia av ett automatvapen. Polisen sköt honom men han överlevde tack vare sin skyddsväst. Han dömdes till sju års fängelse.
18 januari 2004 fritogs Maiorana igen, från Kumlaanstalten. Han blev sedan uppspårad och sattes åter i fängelse. Den 28 juli 2004 lyckades Maiorana tillsammans med bland andra Malexander-rånaren Tony Olsson rymma från Hallanstalten igen. Båda greps kort därefter.